# Merche Esmeralda
Merche Esmeralda, née Mercedes Rodríguez Gamero à Séville en Espagne en 1947, est une danseuse et chanteuse de flamenco et une actrice espagnole.

## Biographie
En 1968, Merche Esmeralda obtient le Prix national de danse lors du concours national d'art flamenco de Cordoue. Elle devient en 1973 professeur de danse. Elle fait plusieurs tournées internationales, notamment en Italie, en France, au Japon, au Maroc et au Mexique. Elle fonde en 1989 le Ballet de Murcie. En 1992, elle se produit à l'exposition universelle de Séville et participe au film de Carlos Saura Sevillanas. En 1993, elle est invitée dans le spectacle Cibayí aux côtés de Joaquín Cortés et de Joaquín Grilo. Elle participe l'année suivante à la biennale de Séville et effectue en 1995 une tournée avec Antonio Canales. On la retrouve dans le film Flamenco de Carlos Saura et dans Alma Gitana de Chus Gutiérrez. Elle fonde l'École Merche Esmeralda. En 1999, elle crée la chorégraphie d'une version de Bodas de Sangre de Federico García Lorca, pour laquelle elle est sélectionnée pour les Premios Max.
Après une parenthèse, elle revient sur scène en 2006. Elle gagne au Festival de Madrid le Prix Calle de Alcalá en 2008 et elle remporte en 2011 la Médaille d'or du mérite des beaux-arts par le Ministère de l'Éducation, de la Culture et des Sports.